# Vikval

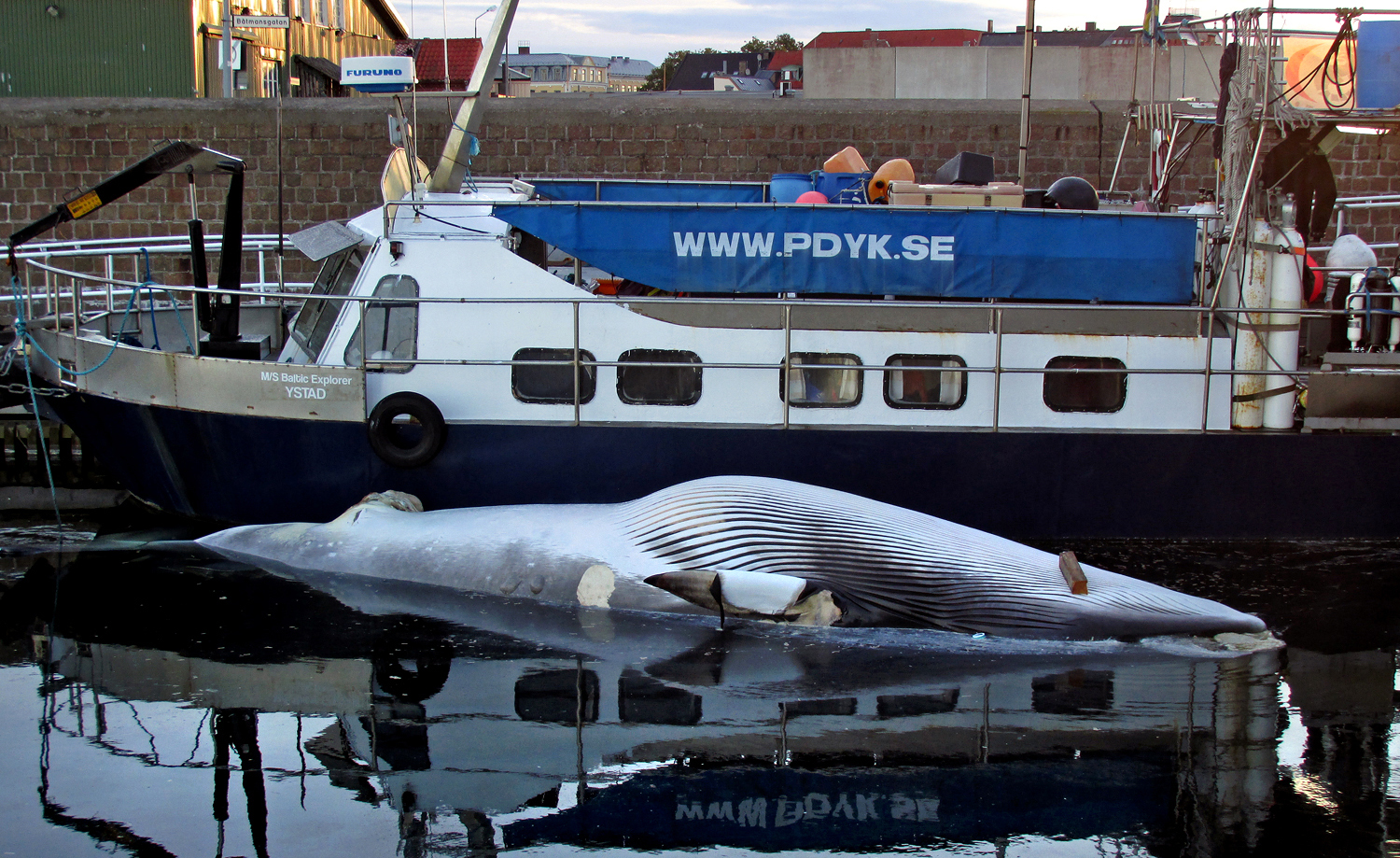
En död Vikval hittades söder om Ystad 17 aug 2016, den bogserades in till Ystads småbåtshamn.

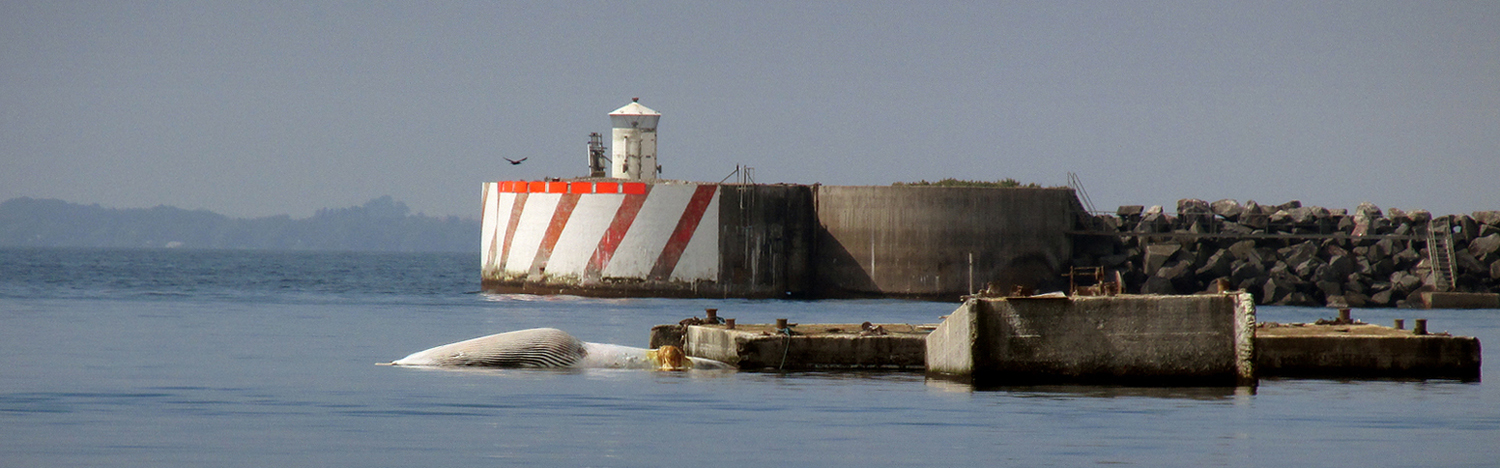
Vikvalen förtöjd i Östra hamnbassängen. Efter beslut av Ystads kommunledning 22 aug, bestämdes att valen skulle sänkas utanför Ystad, och användas i forskningssyfte. 31 aug sänktes den tyngd av järnvägsräls och förankrades vid vraket SS Pan ca 6 km söder om Ystad.

Vikvalen (Balaenoptera acutorostrata) är en art i familjen fenvalar. Tidigare betraktades en närliggande art på södra halvklotet som synonym till vikval men den räknas sedan 1990-talet som antarktisk vikval (Balaenoptera bonaerensis).

## Kännetecken
Den fullutvecklade vikvalen är 8,3 till 8,8 meter lång men exemplar på upp till drygt tio meter har påträffats. Exemplar som vägde 10 ton blev registrerade och enligt uppskattningar kan arten nå en vikt av 13 ton. Arten är svart till mörkgrå på ovansidan och vit på buken. Vikvalen utmärker sig genom sin tydligt bakåtböjda ryggfena. Individer på södra jordklotet är allmänt större än individer från den norra hemisfären och honor är lite större än hannar. Dessutom förekommer en vit fläck på varje bröstfena. Vikvalen har betraktad från sidan en trekantig nos. Djuret har 50 till 70 längsgående rännor (hudveck) på huvudets undersida och främre delen av bålen (framför naveln). De cirka 300 barderna på varje sida av överkäken har allmänt en vit färg men ibland förekommer svarta kanter.

## Utbredning
Arten förekommer i alla hav på norra och södra jordklotet (undantag Antarktiska oceanen) men undviker grunda områden. Det finns ingen riktig gräns på södra jordklotet mellan utbredningsområdet för vikval och antarktisk vikval. Regionen där båda arter lever tillsammans är ganska stor. Vikvalen ses sällan i Nordsjön och i Östersjön påträffas endast individer som kommit på avvägar.

## Levnadssätt
Vikvalen lever ensam eller i grupper med upp till fem individer. Fler än två exemplar syns däremot sällan tillsammans. Den kan nå höga hastigheter och eskorterar ofta fartyg. Födan består av kräftdjur (speciell krill) och fiskar som sill, tobisfiskar (Ammodytidae), lodda (Mallotus villosus), kolja och sardin. Födans sammansättning varierar beroende på populationens utbredning.
Vikvalen ingår i späckhuggarens (Orcinus orca) byten.
Parningen sker för de flesta populationer under vintern. En avvikelse för nära liggande populationer förekommer i västra Stilla havet. Hos individer som lever i Gula havet sker parningen i början av vintern (november till december) och exemplar i Ochotska havet parar sig under tidiga våren (februari och mars). Dräktigheten varar i cirka tio månader och sedan föds en enda unge som vid tillfället är cirka 2,8 meter lång. Ungen diar sin mor ungefär fyra månader. Den stannar i honans närhet cirka två år och könsmognaden infaller efter cirka sju år. Livslängden går upp till 50 år.

## Valfångst
Valfångst på vikval känner man till redan från medeltiden, men under den stora valfångstperioden på 1800-talet ansågs arten som mindre nyttig. Först när de stora valarna stod på randen till utrotning återupptogs jakten på vikval. År 1985 beslöt Internationella valfångstkommissionen att stoppa jakten på arten. Endast ursprungsbefolkningen på Grönland och i några delar av Ryssland fick tillåtelse att jaga vikval. Dessutom undantogs medlemsländer som reserverade sig mot beslutet från nolltoleransen genom att kunna motivera fortsatt fångst som vetenskaplig forskning; detta gällde Island, Norge, Ryssland och Japan.
Island ägnade sig 2003–2008 åt fångst av vikval som del av ett vetenskapligt projekt. 2006 återupptog landet kommersiell fångst av vikval, och sedan dess fångas årligen mellan 40 och 80 vikvalar av isländska båtar.
Värt att notera är att arten dock inte är rödlistad utan numera är klassificerad som livskraftig.